# Campionato Amapaense 2023
Il Campionato Amapaense 2023 è stata la 78ª edizione della massima serie del campionato amapaense. La stagione è iniziata il 10 maggio 2023 e si è conclusa il 3 agosto successivo.

## Stagione

### Novità
Non essendovi alcuna retrocessione, ci sono le stesse otto partecipanti della passata stagione

### Formato
Le otto squadre si affrontano dapprima in una prima fase, consistente in un girone da otto squadre. Le prime quattro classificate di tale girone, accederanno alla seconda fase che decreterà la vincitrice del campionato.
La formazione vincitrice, potrà partecipare alla Série D 2024, alla Coppa del Brasile 2024 e alla Copa Verde 2024. Nel caso la prima classificata sia già qualificate alla Série D, l'accesso alla quarta serie andrà a scalare.

## Risultati

### Prima fase
|  | Pos. | Squadra         | Pt | G | V | N | P | GF | GS | DR  |
|  | ---- | --------------- | -- | - | - | - | - | -- | -- | --- |
|  | 1.   | Independente-AP | 18 | 7 | 6 | 0 | 1 | 20 | 9  | +11 |
|  | 2.   | Trem            | 15 | 7 | 5 | 0 | 2 | 18 | 7  | +11 |
|  | 3.   | Ypiranga-AP     | 14 | 7 | 4 | 2 | 1 | 21 | 9  | +12 |
|  | 4.   | Oratório        | 11 | 7 | 3 | 2 | 2 | 12 | 8  | +4  |
|  | 5.   | Santos-AP       | 8  | 7 | 2 | 2 | 3 | 13 | 8  | +5  |
|  | 6.   | Macapá          | 8  | 7 | 2 | 2 | 3 | 10 | 13 | -3  |
|  | 7.   | San Paolo-AP    | 4  | 7 | 1 | 1 | 5 | 11 | 27 | -16 |
|  | 8.   | Santana         | 1  | 7 | 0 | 1 | 6 | 8  | 32 | -24 |

Legenda:
      Ammessa alla seconda fase.
Note:
Tre punti a vittoria, uno a pareggio, zero a sconfitta.

### Seconda fase
|  | Semifinale | Semifinale      | Semifinale | Semifinale | Semifinale |  |  | Finale | Finale          | Finale | Finale | Finale |  |
|  |            |                 |            |            |            |  |  |        |                 |        |        |        |  |
|  | 3          | Ypiranga-AP     | 0          | 1          | 1          |  |  |        |                 |        |        |        |  |
|  | 2          | Trem            | 2          | 3          | 5          |  |  | 2      | Trem            | 2      | 3      | 5      |  |
|  | 4          | Oratório        | 0          | 2          | 2          |  |  | 5      | Independente-AP | 0      | 3      | 3      |  |
|  | 1          | Independente-AP | 0          | 2          | 2          |  |  |        |                 |        |        |        |  |